# Terry Crews
Terry Alan Crews (* 30. července 1968) je americký herec a hráč amerického fotbalu. Proslavil se rolí Julia v seriálu Everybody Hates Chris a díky reklamě na Old Spice. Objevil se ve filmech jako Další hroznej pátek (2002), Někdo to rád blond (2004), Pokouřeníčko (2006), Dovolená za trest (2014), a filmové sérii Expendables: Postradatelní. Od roku 2013 hrál roli Terryho Jefordse v seriálu Brooklyn 99 a od roku 2019 moderuje reality-show Amerika hledá talent a její spin-off Amerika hledá talent: Šampión.

## Mládí
Narodil se ve Flint v Michiganu Patricii a Terry Crewsovým. Vyrůstal ve striktní křesťanské rodině, kde byl vychováván především svou matkou. Po maturitě na Flint Academy High School (dnes známé jako Flint Southwestern High School) získal stipendium na škole Interlochen Center for the Arts v Michiganu.

## Osobní život
Oženil se v roce 1990 s Rebeccou King, která je trenérkou baletek a dabérka. Společně mají 3 dcery; Azriel (* 1990), Tera (* 1999) a Wynfrey (* 2004). Také mají syna Isaiaha (* 2007). Má nevlastní dceru Naomi (* 1989), která je dcerou Rebeccy z předchozího manželství.
V roce 2014 vydal autobiografii, Manhood: How To Be A Better Man Or Just Live With One.

## Filmografie

### Filmy
| Rok  | Název                           | Role                                       | Poznámky  |
| ---- | ------------------------------- | ------------------------------------------ | --------- |
| 2000 | 6. den                          | Vincent Bansworth                          |           |
| 2001 | Training Day                    | člen Bloods týmu                           |           |
| 2002 | Sloužit Sáře                    | Vernon                                     |           |
| 2002 | Další hroznej pátek             | Damon Pearly                               |           |
| 2003 | Spas nás před Evou              | barman                                     |           |
| 2003 | Nejhledanější v Malibu          | 8 Ball                                     |           |
| 2003 | Baadasssss!                     | Big T                                      |           |
| 2004 | Perfektní servis                | vyhazovač                                  |           |
| 2004 | Starsky & Hutch                 | Porter                                     |           |
| 2004 | Někdo to rád blond              | Latrell Spencer                            |           |
| 2005 | Trestná lavice                  | Cheeseburger Eddy "89"                     |           |
| 2006 | Alibi                           | Crazy Eight                                |           |
| 2006 | Drsný časy                      | Darrell                                    |           |
| 2006 | (J)elita ze střídačky           | Steven                                     |           |
| 2006 | Pokouřeníčko                    | Cool Crush Ice Killa                       |           |
| 2006 | Klik: Život na dálkové ovládání | zpívající muž v autě                       |           |
| 2006 | Absurdistán                     | prezident Dwayne Elizondo/ Herbert Camacho |           |
| 2006 | Inland Empire                   | člověk na ulici                            |           |
| 2007 | Norbit                          | Jack Latimore                              |           |
| 2007 | Jak vykrást banku               | strážník Degepse                           |           |
| 2007 | Who's Your Caddy?               | Tank                                       |           |
| 2007 | Skóruj!                         | Freddy "Fingers" Wilson                    |           |
| 2008 | Street Kings                    | detektiv Terrence Washington               |           |
| 2008 | Dostaňte agenta Smarta          | Agent 91                                   |           |
| 2008 | Dostaňte agenty Bruce a Lloyda  | Agent 91                                   |           |
| 2009 | Terminator Salvation            | kapitán Jericho                            |           |
| 2009 | Gamer                           | Hackman                                    |           |
| 2010 | Expendables: Postradatelní      | Hale Caesar                                |           |
| 2010 | Šťastný los                     | Jimmy                                      |           |
| 2010 | Middle Men                      | James                                      |           |
| 2011 | Ženy sobě                       | Instruktor                                 |           |
| 2012 | Expendables: Postradatelní 2    | Caesar                                     |           |
| 2013 | Scary Movie 5                   | Martin                                     |           |
| 2013 | Zataženo, občas trakaře 2       | Earl Devereaux (hlas)                      |           |
| 2014 | The Single Moms Club            | Branson                                    |           |
| 2014 | Velký draft                     | Earl Jennings                              |           |
| 2014 | Dovolená za trest               | Nickens                                    |           |
| 2014 | Expendables: Postradatelní 3    | Hale Caesar                                |           |
| 2014 | VeggieTales: Celery Night Fever | Bruce Onion (hlas)                         |           |
| 2014 | Na dosah                        | Wilson                                     |           |
| 2015 | Šest směšných                   | Chico Stockburn                            |           |
| 2017 | Sandy Wexler                    | Bobby Barnes                               |           |
| 2017 | Where's the Money               | Leon                                       |           |
| 2018 | Sorry to Bother You             | Sergio Green                               |           |
| 2018 | Deadpool 2                      | Jesse Aaronson / Bedlam                    |           |
| 2020 | John Henry                      | John Henry                                 |           |
| 2020 | Willoughbyovi                   | poručík Melanoff (hlas)                    |           |
| 2022 | Rachot                          | — (hlas)                                   | natáčí se |

### Televize
| Rok        | Název                             | Role                           | Poznámky                                                 |
| ---------- | --------------------------------- | ------------------------------ | -------------------------------------------------------- |
| 1999–2001  | Battle Dome                       | T-Money                        |                                                          |
| 2004       | Kriminálka Miami                  | Craig Waters                   | díl: „Pověst nadevše“                                    |
| 2005       | My Wife and Kids                  | Daryl                          | díl: „Michael Joins a Gym“                               |
| 2005       | All of Us                         | Parker                         | díl: „He-Male Trouble“                                   |
| 2005–2009  | Everybody Hates Chris             | Julius Rock                    | 88 dílů                                                  |
| 2005–2007  | The Boondocks                     | Různé postavy (hlasy)          | 3 díly                                                   |
| 2010–2011  | The Family Crews                  | Sám sebe                       |                                                          |
| 2010–2012  | Are We There Yet?                 | Nick Kingston-Persons          | 100 dílů                                                 |
| 2012       | Newsroom                          | Lonny Church                   | 5 dílů                                                   |
| 2012       | Stars Earn Stripes                | Sám sebe                       |                                                          |
| 2013       | Real Husbands of Hollywood        | Sám sebe                       | 2 díly                                                   |
| 2013       | Second Generation Wayans          | Mike Williams                  | díl: „The Beginning of the End of the Beginning“         |
| 2013       | Arrested Development              | Herbert Love                   | 5 episodes                                               |
| 2013–2014  | Drunk History                     | Donald DeFreeze / Joe Louis    | 2 díly                                                   |
| 2013       | Dokonalý Spiderman                | Blade (hlas)                   | 2 díly                                                   |
| 2013       | Normálka                          | Brock Stettman (hlas)          | díl: „The Thanksgiving Special“                          |
| 2013–2021  | Brooklyn 99                       | Terry Jeffords                 | hlavní role                                              |
| 2014       | Americký táta                     | Heinrich Brown (hlas)          | díl: „Rubberneckers“                                     |
| 2014–2015  | Who Wants to Be a Millionaire     | Sám sebe                       |                                                          |
| 2014       | Hulk and the Agents of S.M.A.S.H. | Blade (hlas)                   | díl: „Hulking Commandos“                                 |
| 2014       | World's Funniest Fails            | Sám sebe                       |                                                          |
| 2015       | Bitva playbacků                   | Sám sebe, soutěžící            |                                                          |
| 2017       | Good Game                         | Sám sebe                       | díl: „The Return of Boogerboss“                          |
| 2017       | Ultimate Beastmaster              | Sám sebe                       |                                                          |
| 2017       | Do You Want To See a Dead Body?   | Sám sebe                       | díl: „A Body and a Puddle“                               |
| 2018–2019  | Craig of the Creek                | Duane (hlas)                   | hlavní role, 5 dílů                                      |
| 2018       | Dr. Phil                          | Sám sebe                       |                                                          |
| 2018       | Portlandia                        | hraničář                       | díl: „Riot Spray“                                        |
| 2019–dosud | Ameriká má talent: Šampión        | Sám sebe/moderátor             |                                                          |
| 2019–dosud | Amerika má talent                 | Sám sebe/moderátor             |                                                          |
| 2019       | Family Feud                       | Sám sebe                       | díl: „Chrissy Teigen & John Legend vs. Vanderpump Rules“ |
| 2020       | Animaniacs                        | hlídač Ralph / vypravěč (hlas) |                                                          |

### Videoklipy
| Rok  | Zpěvák/skupina                                     | Píseň               | Role                     |
| ---- | -------------------------------------------------- | ------------------- | ------------------------ |
| 2004 | Blink-182                                          | „Down“              | strážník                 |
| 2005 | Jamie Kennedy & Stu Stone                          | „Rollin With Saget“ | vyhazovač                |
| 2005 | Bizarre                                            | „Rockstar“          | tančící muž vedle bazénu |
| 2013 | Major Lazer feat. Peaches & Timberlee              | „Scare Me“          | Major Lazer              |
| 2015 | Kendrick Lamar feat. BIlal, Anna Wise a Thundercat | „These Walls“       |                          |
| 2017 | Katy Perry feat. Nicki Minaj                       | „Swish Swish“       | trenér Terry             |
| 2018 | Muse                                               | „Pressure“          | ředitel                  |
| 2018 | Muse                                               | „Algorithm“         | ředitel                  |
| 2019 | Brittany Howard                                    | „Stay High“         | pracovník v továrně      |

### Videohry
| Rok  | Název                        | Role                 |
| ---- | ---------------------------- | -------------------- |
| 2012 | Expendables: Postradatelní 2 | Hale Caesar (hlas)   |
| 2013 | Saints Row IV                | Benjamin King (hlas) |
| 2018 | Crackdown 3                  | poručík Jaxon        |